# Einheitselektrolokomotive
Als Einheitslokomotiven wurden die von der Deutschen Bundesbahn im Rahmen des Einheitslokomotivprogramms nach dem Zweiten Weltkrieg beschafften Elektrolokomotiven bezeichnet. Sie umfassten die damaligen Baureihen E 10, E 40, E 41 und E 50, die ab 1968 als die Baureihen 110, 140, 141 und 150 sowie die davon abgeleiteten Varianten geführt wurden. Das Ziel des Bauprogramms war, nach dem Krieg mit modernen Lokomotiven wieder in die elektrische Zugförderung einzusteigen. Aus Kostengründen sollten so viele Bauteile wie möglich unter den Loks austauschbar sein, daher spricht man von Einheitslokomotiven (auch in Anlehnung an die Einheitsdampflokomotiven der Deutschen Reichsbahn). Da die letztgelieferten Fahrzeuge inzwischen ein Alter von mehr als 40 Jahren erreicht haben, wurden die Einheitslokomotiven größtenteils ausgemustert, die Baureihen 141 und 150 bereits komplett.

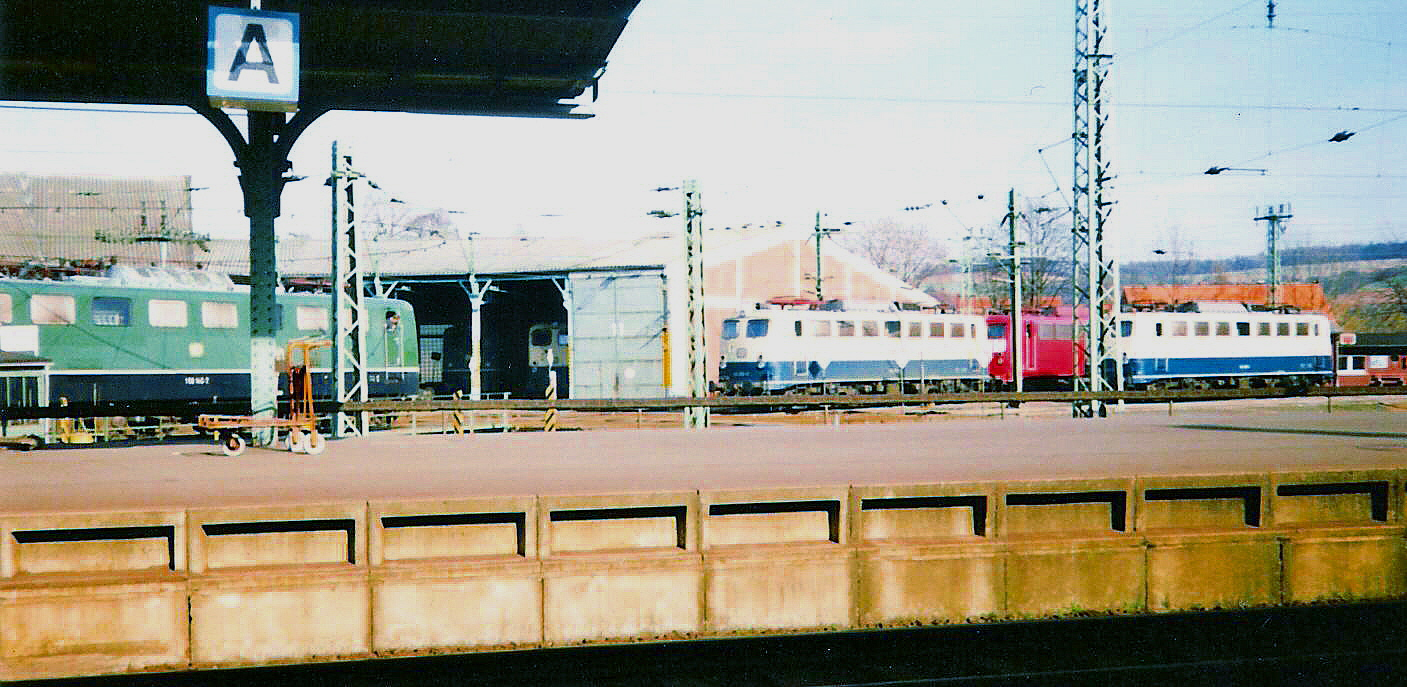
Einheitslokomotiven im Bahnbetriebswerk Bebra (1993)

## Entwicklung

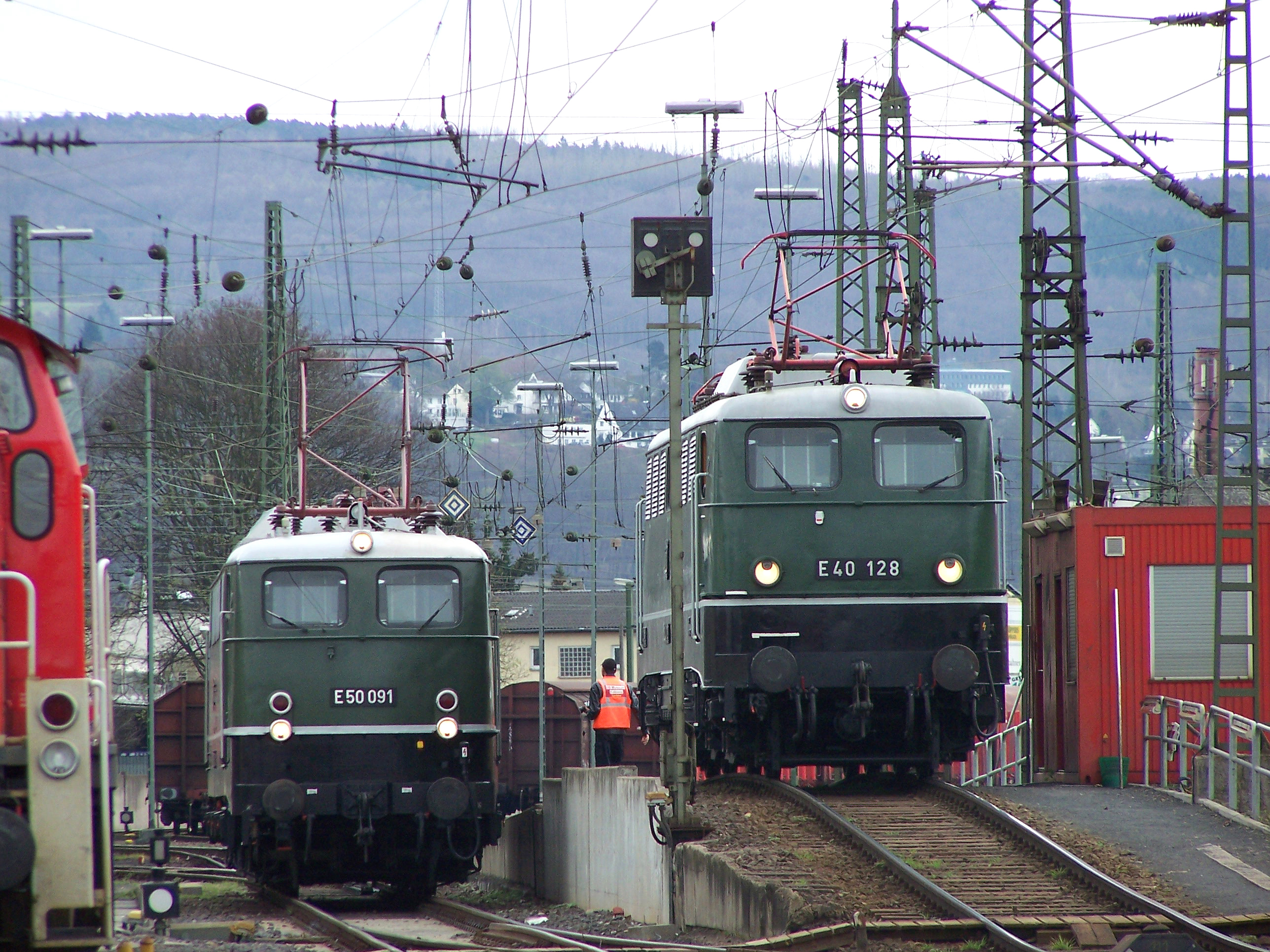
E40 128 und E50 091 bei einer Fahrzeugparade des DB Museums in Koblenz-Lützel, einer Zweigstelle des Verkehrsmuseums in Nürnberg

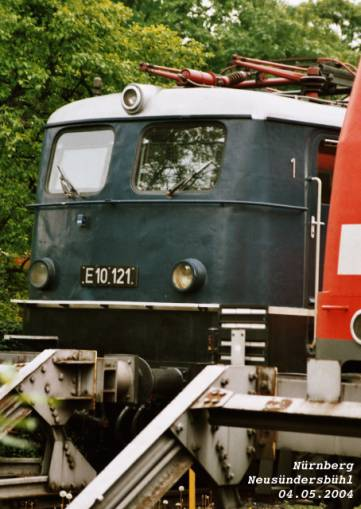
E 10 121 in Nürnberg

Das Fahrleitungsnetz der Bundesbahn war nach dem Krieg zwar stark beschädigt, aber im Gegensatz zum Netz der Deutschen Reichsbahn in der DDR nicht als Reparationsleistung demontiert worden. Bereits ab 1946 konnte in Süddeutschland wieder elektrisch gefahren werden (im Norden gab es noch keine Fahrleitungen). Die Vorkriegsbaureihen, die den Krieg überstanden hatten, reichten dafür zunächst aus. Außerdem wurden aus halbfertigen Komponenten, die bei Kriegsende in den Werken standen, noch einige Elektroloks gebaut. 1950 beschloss der zuständige Fachausschuss der Bundesbahn, dass im Zuge der Ausdehnung des elektrischen Netzes zwei Grundtypen neu beschafft werden sollten: Eine sechsachsige Lokomotive für Güterzüge auf Basis der Baureihe E 94 und eine Mehrzwecklok, die sich locker an die Baureihe E 44 anlehnen sollte. Die Führerstände sollten so gebaut werden, dass die Lokführer ihre Arbeit sitzend verrichten konnten. Bei allen vorherigen Baureihen mussten sie stehend fahren, um die Aufmerksamkeit zu erhöhen, was den Beruf des Lokführers zu einem anstrengenden Job machte. Häufigste Berufskrankheit waren abgenutzte Kniegelenke. Inzwischen war die Sicherstellung der Aufmerksamkeit des Lokführers jedoch auf technischem Wege über die Sifa möglich.
Die Mehrzwecklok erhielt zunächst den Arbeitstitel E 46, wurde jedoch in Baureihe E 10 umbenannt, nachdem sie durch Erhöhung der geforderten Höchstgeschwindigkeit formell eine Schnellzug-Lokomotive wurde. Ab 1952 lieferten alle namhaften Lokomotivfabriken in Deutschland zunächst entsprechende insgesamt fünf Versuchslokomotiven der Baureihe E 10.0, in denen die Anforderungen des Bundesbahn-Zentralamts und ihre jeweiligen eigenen Vorstellungen verwirklicht waren. Das Versuchsprogramm ergab, dass zwei Typen von E-Loks nicht ausreichen würden, um allen Leistungsanforderungen gerecht zu werden. Das überarbeitete Typenprogramm enthielt nun die Schnellzuglok E 10, die durch eine andere Übersetzung des Getriebes zur Güterzuglok Baureihe E 40 werden konnte, die Nahverkehrslok Baureihe E 41 und die schwere sechsachsige Lokomotive Baureihe E 50 für den Güterverkehr. Zusätzlich war auch noch an eine Schnellverkehrslok E 01 gedacht, die jedoch verworfen wurde, da das Streckennetz hohe Geschwindigkeiten damals nicht hergab und die E 10 als Schnellzuglok für ausreichend angesehen wurde. Es wurde die Designentscheidung getroffen, bei allen Loks des Einheitslokprogramms den Gummiringfeder-Antrieb der Siemens-Schuckert-Werke / SSW einzusetzen, da er sich in den damit ausgerüsteten E 10.0 überdurchschnittlich bewährt hatte. Lediglich die erste Serie der E 50 erhielt noch den althergebrachten Tatzlagerantrieb, da man dem SSW-Antrieb noch nicht zutraute, so große Leistungen ohne übermäßigen Verschleiß auf die Schienen zu bringen – nachdem sich diese Sorgen als unbegründet erwiesen, erhielten auch die nachfolgenden E 50 den Gummiringfeder-Antrieb.

## Konstruktion
Alle Lokomotiven des Einheitslokomotivprogramms folgen einheitlichen Grundsätzen der Konstruktion. Die Drehgestelle sind geschweißte Kasten-Konstruktionen mit Drehzapfen. Bei der E 50 sind diese dreiachsig mit asymmetrischer Anordnung der Achsen ausgeführt, sonst zweiachsig. Die ebenfalls geschweißten Lokkästen unterscheiden sich im Wesentlichen nur durch ihre Länge und die Anordnung von Seitenfenstern und Lüftergittern. Die Baureihe 110.3 verwendet den Lokkasten der E 10.12 mit stärker hervorgezogener Stirnfläche, auch als „Bügelfalten“-Kasten bezeichnet. Der Rahmen stützt sich über Schraubenfedern und Gummielemente auf die Drehgestelle ab. In einigen Lokomotiven wurde auch Flexicoil-Federung erprobt.
Alle Lokomotiven besitzen eine indirekt wirkende Druckluftbremse Bauart Knorr mit geschwindigkeitsabhängiger Hoch-/Niedrigabbremsung (ab etwa 50 km/h wird der Bremszylinderdruck erhöht) und zum Rangieren eine direkt wirkende Zusatzbremse. Die Bremsklötze der E 40 sind im Vergleich zu denen der E 10 kleiner ausgeführt. Die 110er-Derivate und die Baureihe 150 verfügen zusätzlich über eine mit der Druckluftbremse gekuppelte fremderregte elektrische Widerstandsbremse. Die beim elektrischen Bremsen entstehende Wärme wird über Dachlüfter abgeführt.
Der elektrische Teil der Lokomotiven beginnt auf dem Dach mit den Scheren-Stromabnehmern Bauart DBS 54a, daran schließen sich die obligatorischen Dachtrenner, der Druckluft-Hauptschalter und Oberspannungswandler zur Überwachung der Fahrdrahtspannung an. Die Transformatoren sind bei allen Bauarten ähnlich aufgebaut, jedoch leistungsmäßig unterschiedlich dimensioniert. Generell handelt es sich um Dreischenkel-Trafos mit Ölkühlung. Am Trafo ist das Schaltwerk mit 28 Fahrstufen angeschlossen. Die Steuerung ist als Nachlaufsteuerung (Lokführer wählt Fahrstufe vor, und das Schaltwerk läuft diese selbstständig an) mit Lastschaltern ausgeführt, im Notbetrieb ist Handsteuerung (über Kurbel und Welle) möglich. Viele Loks der BR 110, BR 140 und BR 150 besaßen/besitzen Thyristor-Lastschalter. Die Baureihe 141 verwendet als einzige Baureihe ein Niederspannungs-Schaltwerk mit Rundwähler und pneumatischem Antrieb. Die Nachlaufsteuerung wurde jedoch im Laufe der Zeit zu einer Auf-Ab-Steuerung zurückgebaut.
Die Typen der Fahrmotoren unterscheiden sich ebenfalls zwischen den Baureihen, bedingt durch die unterschiedlichen Leistungsanforderungen. Die 110 und 140 benutzen 14-polige Motoren vom Typ WB 372 mit 925 kW Stundenleistung, wie sie später auch bei den Baureihen 111 und 151 verwendet wurden. Die Motoren der Baureihe 141 wurden aus denen des Elektrotriebzuges der Baureihe ET 30 weiterentwickelt, sie sind zehnpolig und tragen die Bezeichnung ABM 6651. Die Motoren der Baureihe 150 sind mit nur 750 kW Stundenleistung deutlich schwächer ausgeführt und tragen die Bezeichnung EKB 760. Sie stammen technisch von den in der E 94 verwendeten AEG-Motoren ab.
An Sicherheitseinrichtungen auf dem Führerstand sind bei allen Lokomotiven die mechanische oder elektronische Sicherheitsfahrschaltung, Punktförmige Zugbeeinflussung (inzwischen entsprechend den neuen Vorschriften mit Softwareversion der PZB 90) und Zugfunk-Geräte vorhanden. Recht neu sind noch die Computer des elektronischen Buchfahrplans EBuLa und die bei Lokomotiven im Personenverkehr inzwischen ebenfalls zwingend vorgeschriebene Türblockierung ab 0 km/h (TB0). Einige Lokomotiven aller Baureihen wurden versuchsweise mit Rechnern des Leitsystems CIR-ELKE (Linienförmige Zugbeeinflussung) ausgerüstet.

## Einheitslokomotiven auf europäischer Ebene
Standardisierungen und neue Möglichkeiten der Technik haben dazu geführt, dass Elektrolokomotiven in gleicher Bauform jetzt auch bahnverwaltungs- bzw. länderübergreifend eingesetzt werden können. Dies wurde erstmals mit den Typenfamilien Bombardier TRAXX von Adtranz/Bombardier und den EuroSprintern von Siemens/Krauss-Maffei durchgeführt.